# Гувер (Алабама)
Гу́вер (англ. Hoover) — город в округах Джефферсон и Шелби, штат Алабама, США. Крупнейший пригород Бирмингема — крупнейшего города штата.

## Описание
Гувер был основан в 1967 году, и тогда же, 28 апреля, получил статус города. Гувер расположен на границе округов Джефферсон и Шелби в штате Алабама, растягиваясь вдоль подножия Аппалачей, на берегу реки Кахаба. Площадь города составляет 127,99 км², из которых 2,49 км² занимают открытые водные пространства. Своё имя город получил в честь Уильяма Гувера, владельца местной страховой компании, а не в честь 31-го Президента США Герберта Гувера, как можно подумать.

## Экономика
Бурное развитие экономики в городе началось в начале 1980-х годов после начала строительства Галереи Риверчейз и открытия шоссе I-459 (примыкание к шоссе I-65).

### Крупнейшие работодатели
По состоянию на 2011 год
- англ. Blue Cross and Blue Shield of Alabama (штаб-квартира) — 3000 мест
- Hoover Board of Education — 1773
- англ. Regions Financial Corporation (операционный центр) — 1765
- AT&T (центр обработки данных) — 1143
- Администрация города — 745
- Wal-Mart (два магазина) — 650
- англ. BE&K — 302

### Крупнейшие плательщики налога с продаж
По состоянию на 2010 год

Wal-Mart, Sam's Club, Costco, Belk, Macy’s, Best Buy, The Home Depot, Publix

## Образование
В городе расположены десять начальных школ, три средних и две высших: Спэйн-Парк и Старшая школа Гувера.

## Демография
Расовый состав
- Белые — 87,7 %
- Афроамериканцы — 6,8 %
- Азиаты — 2,9 %
- Коренные американцы — 0,2 %
- Гавайцы или уроженцы Океании — 0,0 %
- Две и более расы — 1,1 %
- Прочие — 1,4 %
- Латиноамериканцы (любой расы) — 3,8 %

## Достопримечательности
- Галерея Риверчейз[англ.] — торговый центр, 43-й по размеру в США
- Ботанические сады Элдриджа[англ.]
- Стадион Реджионс Парк[англ.]
- Гольф-курорт Росс Бридж[англ.] — второе по размеру гольф-поле в мире
- Парк Блафф[7]

## Известные горожане
- Керри Мёрфи (Kerry Murphy) — футболист (родился в Гувере).
- Раш Пропст (англ. Rush Propst) — футбольный тренер (жил и работал в Гувере с 1999 по 2008 год)
- Кори Ример (англ. Cory Reamer) — футболист (родился).
- Сидни Спенсер — баскетболистка (родилась).
- Тэйлор Хикс — певец (живёт в Гувере с восьми лет, окончил в городе высшую школу).
- Бен Чапман (Ben Chapman) — бейсболист (скончался в Гувере).
- Джош Чапман (англ. Josh Chapman) — футболист (родился).

## Галерея
- Старшая школа Гувера
- Городская библиотека[8]